# Carlo Colussi
Carlo Colussi (Fiume, 7 dicembre 1891 – sconosciuto, 26 agosto 1945) è stato un politico e giornalista italiano.

## Biografia
Nato a Fiume il 7 dicembre 1891, di professione giornalista, fu direttore de La Vedetta d'Italia, aderì al fascismo e dal 1934 al 1938 fu Podestà di Fiume.
Il giorno 8 agosto 1945 venne catturato dall'OZNA assieme alla moglie Nerina Copetti mentre tentavano di andare a Trieste, e fucilato con lei il 26 agosto 1945.